# Finhan
Finhan é uma comuna francesa na região administrativa da Occitânia, no departamento de Tarn-et-Garonne. Estende-se por uma área de 11.48 km², e possui 1.531 habitantes, segundo o censo de 2018, com uma densidade de 130 hab/km².